# Yahia Fofana
Yahia Fofana (Parigi, 21 agosto 2000) è un calciatore francese naturalizzato ivoriano, portiere dell'Angers e della nazionale ivoriana, con la quale ha vinto la Coppa d'Africa nel 2024.

## Carriera

### Club
Cresciuto nel settore giovanile del Le Havre, debutta in prima squadra il 17 novembre 2018, disputando l'incontro della Coupe de France vinto per 1-7 contro il Gamaches. Inizialmente, viene impiegato solo per gli incontri delle coppe nazionali. Il 30 gennaio 2021 esordisce in Ligue 2, in occasione dell'incontro pareggiato per 0-0 contro il Niort.
Nel 2022 viene acquistato dall'Angers in Ligue 1.

### Nazionale
Nel corso degli anni ha giocato numerose partite con le varie nazionali giovanili francesi; in seguito ha però scelto di rappresentare la Costa d'Avorio, con la cui nazionale maggiore ha esordito nel 2023, anno in cui ha anche partecipato alla Coppa d'Africa.

## Statistiche

### Presenze e reti nei club
Statistiche aggiornate al 15 dicembre 2024.
| Stagione          | Squadra           | Campionato        | Campionato | Campionato | Coppe nazionali | Coppe nazionali | Coppe nazionali | Coppe continentali | Coppe continentali | Coppe continentali | Altre coppe | Altre coppe | Altre coppe | Totale | Totale |
| Stagione          | Squadra           | Comp              | Pres       | Reti       | Comp            | Pres            | Reti            | Comp               | Pres               | Reti               | Comp        | Pres        | Reti        | Pres   | Reti   |
| ----------------- | ----------------- | ----------------- | ---------- | ---------- | --------------- | --------------- | --------------- | ------------------ | ------------------ | ------------------ | ----------- | ----------- | ----------- | ------ | ------ |
| 2015-2016         | Le Havre 2        | CFA2              | 1          | -2         | -               | -               | -               | -                  | -                  | -                  | -           | -           | -           | 1      | -2     |
| 2016-2017         | Le Havre 2        | CFA               | 1          | -2         | -               | -               | -               | -                  | -                  | -                  | -           | -           | -           | 1      | -2     |
| 2017-2018         | Le Havre 2        | N2                | 10         | -18        | -               | -               | -               | -                  | -                  | -                  | -           | -           | -           | 10     | -18    |
| 2018-2019         | Le Havre 2        | N2                | 18         | -23        | -               | -               | -               | -                  | -                  | -                  | -           | -           | -           | 18     | -23    |
| 2019-2020         | Le Havre 2        | N3                | 2          | 0          | -               | -               | -               | -                  | -                  | -                  | -           | -           | -           | 2      | 0      |
| Totale Le Havre 2 | Totale Le Havre 2 | Totale Le Havre 2 | 32         | -45        |                 | -               | -               |                    | -                  | -                  |             | -           | -           | 32     | -45    |
| 2018-2019         | Le Havre          | L2                | 0          | 0          | CF+CdL          | 1+0             | -1 + 0          | -                  | -                  | -                  | -           | -           | -           | 1      | -1     |
| 2019-2020         | Le Havre          | L2                | 0          | 0          | CF+CdL          | 0+1             | 0 + -1          | -                  | -                  | -                  | -           | -           | -           | 1      | -1     |
| 2020-2021         | Le Havre          | L2                | 3          | -3         | CF              | 1               | -1              | -                  | -                  | -                  | -           | -           | -           | 4      | -4     |
| 2021-2022         | Le Havre          | L2                | 35         | -35        | CF              | 0               | 0               | -                  | -                  | -                  | -           | -           | -           | 35     | -35    |
| Totale Le Havre   | Totale Le Havre   | Totale Le Havre   | 38         | -38        |                 | 3               | -3              |                    | -                  | -                  |             | -           | -           | 41     | -41    |
| 2022-2023         | Angers            | L1                | 11         | -19        | CF              | -               | -               |                    | -                  | -                  |             | -           | -           | 11     | -19    |
| 2023-2024         | Angers            | L2                | 33         | -35        | CF              | -               | -               |                    | -                  | -                  |             | -           | -           | 33     | -35    |
| 2024-2025         | Angers            | L1                | 15         | -26        | CF              | -               | -               |                    | -                  | -                  |             | -           | -           | 15     | -26    |
| Totale Angers     | Totale Angers     | Totale Angers     | 59         | -80        |                 | 0               | 0               |                    | -                  | -                  |             | -           | -           | 59     | -80    |
| Totale carriera   | Totale carriera   | Totale carriera   | 129        | -163       |                 | 3               | -3              |                    | -                  | -                  |             | -           | -           | 132    | -166   |

### Cronologia presenze e reti in nazionale
| Cronologia completa delle presenze e delle reti in nazionale ― Costa d'Avorio | Cronologia completa delle presenze e delle reti in nazionale ― Costa d'Avorio | Cronologia completa delle presenze e delle reti in nazionale ― Costa d'Avorio | Cronologia completa delle presenze e delle reti in nazionale ― Costa d'Avorio | Cronologia completa delle presenze e delle reti in nazionale ― Costa d'Avorio | Cronologia completa delle presenze e delle reti in nazionale ― Costa d'Avorio | Cronologia completa delle presenze e delle reti in nazionale ― Costa d'Avorio | Cronologia completa delle presenze e delle reti in nazionale ― Costa d'Avorio |
| Data                                                                          | Città                                                                         | In casa                                                                       | Risultato                                                                     | Ospiti                                                                        | Competizione                                                                  | Reti                                                                          | Note                                                                          |
| ----------------------------------------------------------------------------- | ----------------------------------------------------------------------------- | ----------------------------------------------------------------------------- | ----------------------------------------------------------------------------- | ----------------------------------------------------------------------------- | ----------------------------------------------------------------------------- | ----------------------------------------------------------------------------- | ----------------------------------------------------------------------------- |
| 9-9-2023                                                                      | Abidjan                                                                       | Costa d'Avorio                                                                | 1 – 0                                                                         | Lesotho                                                                       | Qual. Coppa d'Africa 2023                                                     | -                                                                             |                                                                               |
| 14-10-2023                                                                    | Abidjan                                                                       | Costa d'Avorio                                                                | 1 – 1                                                                         | Marocco                                                                       | Amichevole                                                                    | -1                                                                            |                                                                               |
| 17-10-2023                                                                    | Abidjan                                                                       | Costa d'Avorio                                                                | 1 – 1                                                                         | Sudafrica                                                                     | Amichevole                                                                    | -1                                                                            |                                                                               |
| 17-11-2023                                                                    | Abidjan                                                                       | Costa d'Avorio                                                                | 9 – 0                                                                         | Seychelles                                                                    | Qual. Mondiali 2026                                                           | -                                                                             |                                                                               |
| 20-11-2023                                                                    | Dar es Salaam                                                                 | Gambia                                                                        | 0 – 2                                                                         | Costa d'Avorio                                                                | Qual. Mondiali 2026                                                           | -                                                                             |                                                                               |
| 6-1-2024                                                                      | San-Pédro                                                                     | Costa d'Avorio                                                                | 5 – 1                                                                         | Sierra Leone                                                                  | Amichevole                                                                    | -                                                                             | 46’                                                                           |
| 13-1-2024                                                                     | Abidjan                                                                       | Costa d'Avorio                                                                | 2 – 0                                                                         | Guinea-Bissau                                                                 | Coppa d'Africa 2023 - 1º turno                                                | -                                                                             |                                                                               |
| 18-1-2024                                                                     | Abidjan                                                                       | Costa d'Avorio                                                                | 0 – 1                                                                         | Nigeria                                                                       | Coppa d'Africa 2023 - 1º turno                                                | -1                                                                            |                                                                               |
| 22-1-2024                                                                     | Abidjan                                                                       | Guinea Equatoriale                                                            | 4 – 0                                                                         | Costa d'Avorio                                                                | Coppa d'Africa 2023 - 1º turno                                                | -4                                                                            |                                                                               |
| 29-1-2024                                                                     | Yamoussoukro                                                                  | Senegal                                                                       | 1 – 1 dts (4 – 5 dtr)                                                         | Costa d'Avorio                                                                | Coppa d'Africa 2023 - Ottavi di finale                                        | -1                                                                            |                                                                               |
| 3-2-2024                                                                      | Bouaké                                                                        | Mali                                                                          | 1 – 2 dts                                                                     | Costa d'Avorio                                                                | Coppa d'Africa 2023 - Quarti di finale                                        | -1                                                                            |                                                                               |
| 7-2-2024                                                                      | Abidjan                                                                       | Costa d'Avorio                                                                | 1 – 0                                                                         | RD del Congo                                                                  | Coppa d'Africa 2023 - Semifinale                                              | -                                                                             |                                                                               |
| 12-2-2024                                                                     | Abidjan                                                                       | Costa d'Avorio                                                                | 2 – 1                                                                         | Nigeria                                                                       | Coppa d'Africa 2023 - Finale                                                  | -1                                                                            |                                                                               |
| 23-3-2024                                                                     | Amiens                                                                        | Costa d'Avorio                                                                | 2 – 2                                                                         | Benin                                                                         | Amichevole                                                                    | -2                                                                            |                                                                               |
| 26-3-2024                                                                     | Lens                                                                          | Costa d'Avorio                                                                | 2 – 1                                                                         | Uruguay                                                                       | Amichevole                                                                    | -1                                                                            |                                                                               |
| 7-6-2024                                                                      | Korhogo                                                                       | Costa d'Avorio                                                                | 1 – 0                                                                         | Gabon                                                                         | Qual. Mondiali 2026                                                           | -                                                                             |                                                                               |
| 11-6-2024                                                                     | Lilongwe                                                                      | Kenya                                                                         | 0 – 0                                                                         | Costa d'Avorio                                                                | Qual. Mondiali 2026                                                           | -                                                                             |                                                                               |
| 6-9-2024                                                                      | Bouaké                                                                        | Costa d'Avorio                                                                | 2 – 0                                                                         | Zambia                                                                        | Qual. Coppa d'Africa 2025                                                     | -                                                                             |                                                                               |
| 10-9-2024                                                                     | Yaoundé                                                                       | Ciad                                                                          | 0 – 2                                                                         | Costa d'Avorio                                                                | Qual. Coppa d'Africa 2025                                                     | -                                                                             |                                                                               |
| 11-10-2024                                                                    | San-Pédro                                                                     | Costa d'Avorio                                                                | 4 – 1                                                                         | Sierra Leone                                                                  | Qual. Coppa d'Africa 2025                                                     | -1                                                                            |                                                                               |
| 15-10-2024                                                                    | Monrovia                                                                      | Sierra Leone                                                                  | 1 – 0                                                                         | Costa d'Avorio                                                                | Qual. Coppa d'Africa 2025                                                     | -1                                                                            |                                                                               |
| 15-11-2024                                                                    | Ndola                                                                         | Zambia                                                                        | 1 – 0                                                                         | Costa d'Avorio                                                                | Qual. Coppa d'Africa 2025                                                     | -1                                                                            |                                                                               |
| 19-11-2024                                                                    | Abidjan                                                                       | Costa d'Avorio                                                                | 4 – 0                                                                         | Ciad                                                                          | Qual. Coppa d'Africa 2025                                                     | -                                                                             |                                                                               |
| 21-3-2025                                                                     | Meknes                                                                        | Burundi                                                                       | 0 – 1                                                                         | Costa d'Avorio                                                                | Qual. Mondiali 2026                                                           | -                                                                             | 90+4’                                                                         |
| 24-3-2025                                                                     | Abidjan                                                                       | Costa d'Avorio                                                                | 1 – 0                                                                         | Gambia                                                                        | Qual. Mondiali 2026                                                           | -                                                                             |                                                                               |
| Totale                                                                        |                                                                               | Presenze                                                                      | 25                                                                            |                                                                               | Reti                                                                          | -16                                                                           |                                                                               |

## Palmarès

### Nazionale
- Coppa d'Africa: 1

Costa d'Avorio 2023